# AT&S
AT&S é uma companhia austriaca e que desenvolve e fabrica placas de circuito impresso e substratos para semicondutores.

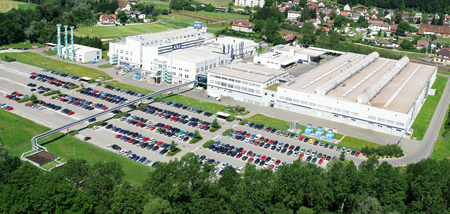
Sede da AT&S em Leoben na Áustria

Seus produtos são ultilizados nos setores de dispositivos móveis, indústria automobilística, tecnologias avançadas, medicina e saúde, entre outros. Ela produz seus produtos na Europa e Ásia e distribui seus produtos diretamente para fabricantes de equipamentos originais e fabricantes de eletrônicos contratados, foi fundada em 1987.
A empresa possui no total seis unidades produção: sendo em Leoben e Fehring, na Áustria, uma em Kulim na Malásia, uma em Nanjangud na Índia, duas em Xangai e Chongqing, na China.
AT&S é uma sigla para Austria Technologie & Systemtechnik.

## História
Foi fundada em 1987, após a fusão de várias empresas da indústria estatal austríaca.
Em 1994 foi privatizada e comprada por um consórcio de grandes empresários austríacos.
Em julho de 1999 acontece a abertura de capital na Bolsa de Valores de Frankfurt, ainda no mesmo ano se tem a aquisição da Indal Electronics Ltd., a maior companhia de placas de circuito impresso da Índia, em Nanjangud.
Em 2001, ela chega a China ao abrir uma fabrica em Xangai.
Em 2006 adquire a empresa  Tofic Co. Ltd. na Coreia do Sul.
Em 2008, a AT&S passa a ser cotada na Bolsa de Valores de Viena.
No ano de 2009 a companhia reformula sua estratégica de operação e as fabricas na Áustria se concentram em produzir nichos premium nos segmentos automotivo e industrial, enquanto na China passar a fabricar os produtos com foco em dispositivos móveis de alto desempenho.
Em 2010, se tem as operações iniciadas na segunda unidade fabril na Índia.
Em 2011, início das obras para uma nova planta industrial em Chongqing, China. Ainda em 2011, a capacidade produtiva na unidade industrial de Xangai ampliada em 30%.
Em 2013, a AT&S ingressa no mercado de substratos para circuitos integrados por meio de parceria com um grande fabricante de semicondutores.
No ano de 2016 Começa a fabricação em larga escala de substratos IC na planta de Chongqing.
Em 2019 se tem início da construção da terceira instalação em Chongqing dedicada à produção de substratos para circuitos integrados.
Em junho de 2021 a AT&S anunciou seu maior investimento de sua história, a construção de uma fabrica em  Kulim, Malásia. Serão investidos nos próximos 5 anos cerca de 1,7 bilhão de euros no país asiático e onde será feito um centro de microeletrônica para a fabricação de substratos ABF, cerca de 5.000 empregos serão gerados e a construção teve inicio no segundo semestre de 2021, com previsão de inauguração em 2024.
No ano de 2022 houve a expansão da unidade de Leoben na Áustria para abrigar um centro de pesquisa e desenvolvimento para substratos de circuitos integrados.
Em janeiro de 2024 foi inaugurado a primeira fase da unidade industrial da empresa em Kulim na Malasia. Ainda em 2024, no mês de setembro, foi acordada a venda as operações na Coreia do Sul para a empresa italiana Somacis por 405 milhões de euros, a AT&S opera uma fabrica na Coreia na cidade de Ansan desde 2006, a operação de venda foi concluída em fevereiro de 2025.